# 台湾十大功劳
台湾十大功劳（学名：Mahonia japonica），別名：老鼠子刺、榕樣南燭、狗骨南天、山黃柏、刺黃柏、黃心樹、鐵八卦、天鼠刺、黃柏、角刺茶、華南十大功勞、日本十大功勞，为小檗科十大功劳属的植物。原产台湾，生长于海拔800米至3,350米的地区，多生于林中以及灌丛中。在欧美、日本等地有栽培，